# Eratigena chefchaouen
Espèce
Eratigena chefchaouen est une espèce d'araignées aranéomorphes de la famille des Agelenidae.

## Distribution
Cette espèce est endémique du Maroc,. Elle se rencontre dans les régions Marrakech-Safi et Tanger-Tétouan-Al Hoceïma.

## Description
La femelle holotype mesure 5,95 mm, les femelles mesurent de 4,60 à 6,00 mm.

## Systématique et taxinomie
Cette espèce a été décrite par Lecigne et Bosmans en 2025.

## Étymologie
Son nom d'espèce lui a été donné en référence au lieu de sa découverte, la province de Chefchaouen.

## Publication originale
- Lecigne, Moutaouakil & Lips, 2025 : « Contribution to the knowledge of the spider fauna of Morocco (Arachnida: Araneae) – second note. On new species and new records from caves and miscellaneous terrestrial ecosystems. » Journal of the Belgian Arachnological Society, vol. 40, no 1 supplement, p. 1-184.